# Esteban de Luca (Buenos Aires)
Esteban de Luca es un paraje rural del partido de Carlos Tejedor, provincia de Buenos Aires, Argentina.

## Ubicación
La localidad se ubica al sur del partido, lindando con el partido de Trenque Lauquen. Se encuentra a 79 km al sur de la ciudad de Carlos Tejedor, y a 45 km al noroeste de Pehuajó a través de un camino rural que bordea las vías, que se desprende desde la Ruta Nacional 226.

## Población
Durante los censos nacionales del INDEC de 2001 y 2010 fue considerada como población rural dispersa.

## Historia
La localidad se crea a partir de la llegada del Ferrocarril Provincial de Buenos Aires en 1914. El cierre del ramal en 1960 obligó a un gran éxodo de sus habitantes hacia ciudades más grandes.